# Fran Nortes
Francisco Nortes o Fran Nortes (Elda, 1976), és un actor i dramaturg valencià conegut pel gran públic pels seus personatges en les sèries de televisió La que se avecina (2009 - present), Frágiles (2012 - 2013) (nominat als premis de la Unión de Actores y Actrices en la categoria de Millor Actor Revelació), Rabia, Sin tetas no hay paraíso, L'Alqueria Blanca (Premi Berlanga al millor actor) etc.

## Biografia
Nortes va debutar en la televisió en 2002 durant l'última temporada d'Al salir de clase. Després se li ha vist en diverses temporades de La que se avecina, com el Pare Alejandro; protagonista a Frágiles com José i Rabia com Diego, a Sin tetas no hay paraíso, com Edu; Cuéntame como pasó, Víctor Ros, Acusados, Ciega a citas, Impares Premium, Hospital Central, El comisario, entre d'altres.
En teatre ha participat en nombrosos i diversos muntatges, des de Burundanga, El nombre, Mi primera vez hasta El mercader de Venècia, Edipo, Salomé per nomenar uns quants.
En 2014 estrena amb èxit de crítica i públic el seu primer text teatral La extinción de los dinosaurios al teatro Lara de Madrid dirigida per Gabriel Olivares, una comèdia negra amb tints berlanguians, que ell mateix interpreta al costat d'Eloy Arenas, Diana Lázaro i Carlos Chamarro.
En cinema se l'ha vist a Que Dios nos perdone, Aquitania, Lo más importante de la vida es no haber muerto, etc.
En 2012 va ser premiat amb el Premi Berlanga al millor actor, per la sèrie L'Alqueria Bkabca.
En 2013 va ser nominat per als premis de la Unión de Actores y Actrices en la categoria de Millor Actor Revelació pel seu paper a Frágiles.
Repeteix com a autor teatral en 2016 amb El secuestro, en la qual a més comparteix cartell amb Diana Lázaro, Jorge Roelas i Leo Rivera.

## Filmografia

### Cinema
| Any  | Títol                                           | Paper     | Director                                             |
| ---- | ----------------------------------------------- | --------- | ---------------------------------------------------- |
| 2013 | Working Progres                                 | Fran      | Roland de Middel                                     |
| 2010 | Lo más importante de la vida es no haber muerto | Jacobo 50 | Olivier Pictet, Marc Recuenco i Pablo Martín Torrado |
| 2008 | Enloquecidas                                    |           | Juan Luis Iborra                                     |
| 2005 | Aquitania                                       |           | Rafa Montesinos                                      |

### Televisió
| Any             | Títol                     | Personatge      | Cadena    | Notes       |
| --------------- | ------------------------- | --------------- | --------- | ----------- |
| 2002            | Al salir de clase         |                 | Telecinco | 3 episodis  |
| 2003            | Hospital Central          | Mario           | Telecinco | 1 episodi   |
| 2002; 2006      | El comisario              |                 | Telecinco | 2 episodis  |
| 2006            | Amar en tiempos revueltos | Evelio Martín   | La 1      | 3 episodis  |
| 2007            | Hermanos & detectives     |                 | Telecinco | 1 episodi   |
| 2009            | Sin tetas no hay paraíso  | Edu             | Telecinco | 14 episodis |
| 2009            | Acusados                  | Rafa            | Telecinco | 2 episodis  |
| 2009            | Bicho malo (nunca muere)  |                 | Neox      | 3 episodis  |
| 2009 - presente | La que se avecina         | Padre Alejandro | Telecinco | ¿? episodis |
| 2010            | La pecera de Eva          | Adrián          | Telecinco | 8 episodis  |
| 2011            | Impares Premium           | Gregorio        | Neox      | 1 episodio  |
| 2011 - 2013     | L'Alqueria Blanca         | Padre Mauro     | Canal 9   | 13 episodis |
| 2012 - 2013     | Frágiles                  | José            | Telecinco | 11 episodis |
| 2013            | Cuéntame como pasó        | Sancho          | La 1      | 2 episodis  |
| 2014            | Ciega a citas             | Juan            | Cuatro    | 7 episodis  |
| 2015            | Víctor Ros                | Gregorio        | La 1      | 1 episodi   |
| 2015            | Rabia                     | Diego Aguirre   | Cuatro    | 8 episodis  |
| 2017            | Servir y proteger         | Óscar Noguera   | La 1      | 12 episodis |
| 2019            | 45 revoluciones           | Abogado Mike    | Antena 3  | 1 episodi   |
| 2020            | Las chicas del cable      | Teniente Prado  | Netflix   | 1 episodi   |

### Telefilms
| Any  | Títol                      | Personatge |
| ---- | -------------------------- | ---------- |
| 2005 | Las cerezas del cementerio | Daniel     |
| 2003 | De colores                 |            |

### Curtmetratges
| 'Any | Títol     | Director    |
| ---- | --------- | ----------- |
| 2012 | Despierta | Fran Moreno |

### Teatre
| Any  | Títol                              | Paper         | Autor          | Director         |
| ---- | ---------------------------------- | ------------- | -------------- | ---------------- |
| 2019 | Cádiz                              |               |                |                  |
| 2014 | Burundanga                         | Gorka         | Jordi Galceran | Gabriel Olivares |
| 2013 | La Caja                            | Vicente       | Clément Michel | Gabriel Olivares |
| 2010 | Mi primera vez                     | Ken Davenport |                | Gabriel Olivares |
| 2007 | La importancia de llamarse Ernesto |               | Oscar Wilde    | Gabriel Olivares |
| 2011 | Tócala otra vez, Sam               |               | Woody Allen    |                  |

## Nominacions
Unión de Actores
| Año  | Categoría              | Película | Resultado |
| ---- | ---------------------- | -------- | --------- |
| 2013 | Millor Actor Revelació | Frágiles | Nominat   |